# Mami Ueno
 (février 2019).
Si vous disposez d'ouvrages ou d'articles de référence ou si vous connaissez des sites web de qualité traitant du thème abordé ici, merci de compléter l'article en donnant les références utiles à sa vérifiabilité et en les liant à la section « Notes et références ».
Mami Ueno (上野 真実, Ueno Mami), née le 27 septembre 1996 à Kumamoto au Japon, est une footballeuse internationale japonaise. Elle se classe meilleure buteuse de la Coupe du monde féminine de football des moins de 20 ans 2016, avec 5 buts, ex æquo avec la suédoise Stina Blackstenius et la brésilienne Gabi Nunes.

## Carrière

### En équipe nationale
Lors de la Coupe du monde des moins de 20 ans 2016, Mami Ueno commence la compétition en inscrivant un triplé face au Nigeria. Pour le troisième match de groupe, Ueno inscrit le deuxième but face au Canada. Elle marque son cinquième but de la compétition lors du match pour la troisième place disputé face aux États-Unis. Elle termine la compétition en remportant le soulier d'or.

## Distinctions personnelles
- Soulier d'or de la Coupe du monde des moins de 20 ans 2016 avec cinq buts (à égalité avec Stina Blackstenius et Gabi Nunes)